# Ampithoe simulans
Ampithoe simulans är en kräftdjursart som beskrevs av Alderman 1936. Ampithoe simulans ingår i släktet Ampithoe och familjen Ampithoidae. Inga underarter finns listade i Catalogue of Life.